# Guillem V de Hessen-Kassel
Guillem V de Hessen-Kassel (en alemany Wilhelm V von Hessen-Kassel) va ser un noble alemany, landgravi de Hessen-Kassel entre 1627 i 1637.

## Orígens familiars
Guillem va néixer a Kassel (Alemanya) el 14 de febrer de 1602, fill del landgravi Maurici I de Hessen-Kassel (1572-1632) i d'Agnès de Solms-Laubach (1578-1602)

## Vida política
El 1627, quan heretà el landgraviat de Hessen, es trobà un país arruïnat pels diferents conflictes que es van patir durant el govern del seu pare. Va emprendre tot un seguit de reformes que aconseguiren estabilitzar l'economia i alleugerir el deute contret.
Va participar activament en la Guerra dels Trenta Anys, on s'alineà amb Gustau II Adolf de Suècia. Després d'haver-se signat la Pau de Praga el 1635, Guillem V firmà un tractat amb França, cosa que provocà la invasió de Hessen-Kassel per part de les tropes imperials. Considerat un enemic del Sacre Imperi Romanogermànic va veure's obligat a exiliar-se. I en no poder pagar el deute extern, que arribava als 2,5 milions de florins, va perdre una part dels seus dominis. Mort a l'exili, la seva dona assumí la regència donada la minoria d'edat del seu fill Guillem.
Guillem va morir a Leer el 21 de setembre de 1637.

## Matrimoni i fills
El 1619 es va casar amb Amàlia Elisabet de Hanau-Münzenberg (1602-1651), filla del comte Felip Lluís (1576-1612) i de Caterina d'Orange-Nassau (1578-1648). El matrimoni va tenir dotze fills:
- Agnès (1620-1626)
- Maurici (1621-1621)
- Elisabet (1623-1624)
- Guillem (1625-1626)
- Amàlia (1626-1693), casada amb Enric Carles de La Trémoille
- Carlota (1627-1686), casada amb el príncep elector Carles I Lluís del Palatinat.
- Guillem VI de Hessen-Kassel (1629-1663), landgravi de Hessen-Cassel, casat amb Hedwig Sofia de Brandenburg (1623-1683).
- Felip (1630-1638)
- Adolf (1631-1632)
- Carles (1633-1635)
- Elisabet (1634-1688)
- Lluïsa (1636-1638)